# Митрофановка (Харьковская область)
Митрофановка (укр. Митрофанівка) — село, Петро-Ивановский сельский совет, Двуречанский район, Харьковская область, Украина.
Код КОАТУУ — 6321884002. Население по переписи 2001 года составляет 372 (174/198 м/ж) человека.

## Географическое положение
Село Митрофановка находится на правом берегу реки Верхняя Двуречная, есть мост. Южная часть села — это бывшее село Михайловка, между ними проходит балка Плотва, на противоположном берегу — сёла Нововасилевка и Петро-Ивановка.

## История
- 1830 — дата основания.

## Экономика
- В селе есть молочно-товарная и свинотоварная фермы.